# Platja i Grau de Gandia
Platja i Grau de Gandia (hiszp. Estación de Playa y Grao de Gandía) – stacja kolejowa w miejscowości Gandia, w prowincji Walencja, we wspólnocie autonomicznej Walencja, w Hiszpanii.
Jest obsługiwana przez pociągi linii C-1 Cercanías Valencia przewoźnika Renfe.

## Położenie stacji
Znajduje się na odgałęzieniu linii kolejowej Silla – Gandia w km 2,5, na wysokości 9 m n.p.m.

## Linie kolejowe
- Linia Silla – Gandia